# پیتر پالانچیان
پیتر پالانچیان ( انگلیسی: Peter Palandjian؛ زادهٔ ۱۲ فوریهٔ ۱۹۶۴) مدیر اجرایی شرکت املاک و مستقلات بین‌قاره‌ای ارمنی‌تبار اهل ایالات متحده آمریکا است که پدرش این شرکت بنیانگذاری نموده‌است. وی پیش از ورود به پیشه کارآفرینی یک تنیس‌باز کالجی و حرفه‌ای بود.

## زندگی‌نامه
وی در ۱۲ فوریه ۱۹۶۴ در بوستون، ماساچوست به دنیا آمد و از دانشکده بازرگانی هاروارد فارغ‌التحصیل گشت. 

## عناوین چلنجر

### دونفره‌ها: (5)
| No. | سال  | تورنمنت                              | سطح       | شریک          | حریف                            | امتیاز        |
| --- | ---- | ------------------------------------ | --------- | ------------- | ------------------------------- | ------------- |
| ۱.  | ۱۹۸۷ | Bossonnens، سوئیس                    | زمین سخت  | Bud Schultz   | Heiner Moraing الکساندر مرونز   | ۶–۴، ۶–۳      |
| ۲.  | ۱۹۸۷ | هلسینکی، فنلاند                      | زمین فرشی | Bud Schultz   | Nicklas Utgren Pasi Virtanen    | ۷–۶، ۶–۴      |
| ۳.  | ۱۹۸۸ | Aptos، ایالات متحده آمریکا           | زمین سخت  | Jeff Klaparda | Ed Nagel جف تارانگو             | ۶–۳، ۶–۴      |
| ۴.  | ۱۹۸۸ | نیوهیون، کنتیکت، ایالات متحده آمریکا | زمین سخت  | Jeff Klaparda | Zeeshan Ali Chris Bailey        | ۶–۲، ۷–۵      |
| ۵.  | ۱۹۸۸ | هلسینکی، فنلاند                      | زمین فرشی | لوک ینسن      | Jörg Müller جیمز ترنر (تنیس‌باز) | ۷–۶، ۳–۶، ۶–۳ |